# Часовой режим
Часовой режим — такой режим работы электрических машин, при котором они по условиям нагрева могут развивать максимально возможную мощность на протяжении 1 часа. Более продолжительная работа при таком режиме не допускается из-за вероятности повреждения изоляции от перегрева. При часовом режиме машины способны развить в среднем на 15—20 % бо́льшую мощность, нежели в продолжительном. Это особенно важно при циклической нагрузке (разгон — выбег — остановка), так как позволяет реализовать больше работы.
Способы повышения мощности, реализуемой электрическими машинами в часовом режиме, весьма различны. Например, в 1940 году на базе тягового электродвигателя ДПЭ-340 (применялся на электровозах С, СС, ВЛ19 и ВЛ22) с часовой мощностью 340 кВт конструкторам завода «Динамо» удалось создать тяговый электродвигатель ДПЭ-400 (применялся на электровозах ВЛ22М) с часовой мощностью 400 кВт при сохранении тех же геометрических размеров, но за счёт увеличения частоты вращения якоря в данном режиме с 605 до 710 об/мин (при соответствующем изменении передаточного отношения тяговых редукторов). Продолжительная мощность повысилась весьма незначительно — с 300 до 310 кВт.
Для машин с кратковременными периодами работы (например, привод грузоподъёмных кранов или лифта) существует также понятие «тактность работы», которое отображает долю периода работы под нагрузкой (разгон и движение под нагрузкой) к продолжительности общего цикла (разгон — движение под нагрузкой — остановка — стоянка).